# ويليام تورنر
ويليام تورنر (بالإنجليزية: William Turner)‏ (و. 1510 – 1568 م) هو طبيب، وعالم طبيعة، وعالم طيور، من مملكة إنجلترا، توفي في لندن، عن عمر يناهز 58 عاماً.

## التعليم
تعلم في كلية بمبروك ‏.